# Phillip James Cribb
Phillip James Cribb, född 1946, är en brittisk botaniker som specialiserat sig på orkidéer.
Cribb arbetar som kurator för orkidéherbariet vid Royal Botanic Gardens, Kew. År 2007 tilldelades han Linnean Medal.
Auktorsnamnet P.J.Cribb kan användas för Phillip James Cribb i samband med ett vetenskapligt namn inom botaniken; se Wikipediaartiklar som länkar till auktorsnamnet.